# Bronisława i Jan Jantoń
Bronisława (ur. 1913) i Jan Jantoń (ur. 11 kwietnia 1911, zm. 8 grudnia 1942 w Woli Brzosteckiej) – polscy rolnicy, pomagający Żydom podczas II wojny światowej. Jan został za to stracony przez Niemców w 1942. 
W 1992 Jan oraz Bronisława Jantoniowie zostali wyróżnieni przez instytut Jad Waszem tytułem „Sprawiedliwych wśród Narodów Świata”. W 2022 r. zostali też upamiętnieni w ramach projektu Zawołani po imieniu.

## Życiorys
Jan Jantoń z żoną Bronisławą (ur. 1913) byli rodzicami czworga dzieci: Stanisława (ur. 1932), Janiny (ur. 1934), Kazimierza (ur. 1936) oraz Marii (ur. 1938). Prowadzili niewielkie gospodarstwo rolne w Woli Brzosteckiej.
W połowie 1942 Niemcy w ramach Aktion Reinhardt rozpoczęli likwidację okolicznej społeczności żydowskiej. Do Jantoniów zwrócili się wówczas z prośbą o schronienie ich żydowscy znajomi z Brzostka: krawcowa Sara Hena Fisch (ur. 1880) i jej dzieci (Ruchla – ur. 1901, Feiga – ur. 1904, Rojza – ur. 1907, Mojżesz – ur. 1909) oraz wnuczka Estera. Początkowo ukrywali się przez około trzy miesiące w domu Jantoniów. Pożywienie Fischom dostarczało małżeństwo Jantoniów, a także najpewniej kilkoro innych mieszkańców wsi. Później Fischowie przenieśli się do ziemianki wykopanej w lesie blisko domostwa Jantoniów, jednak Niemcy dowiedzieli się o ukrywających się Żydach w wyniku donosu.
Przed południem 8 grudnia 1942 Niemcy wraz z granatowymi policjantami znaleźli kryjówkę w trakcie obławy. Fischowie zostali zabici na miejscu. Jan Jantoń, który zmierzał właśnie z pożywieniem do kryjówki, także został zastrzelony. Następnie Niemcy nakazali okolicznym mieszkańcom pogrzebanie w pobliżu ofiar we wspólnym grobie.
Po egzekucji Bronisława wraz z dziećmi ukrywała się w lesie. Doczekała końca wojny.

## Upamiętnienie
W 1987 Bronisława zwróciła się z prośbą o pomoc do Żydowskiego Instytutu Historycznego. Przedstawiła wtedy historię swojej rodziny. 3 września 1992 Jan oraz Bronisława Jantoniowie zostali wyróżnieni przez instytut Jad Waszem tytułem „Sprawiedliwych wśród Narodów Świata”.
W 2012 w miejscu morderstwa postawiono pomnik.
22 czerwca 2022 w Brzostku z inicjatywy Instytutu Pileckiego uroczyście odsłonięto w ramach projektu Zawołani po imieniu tablicę upamiętniającą Jana Jantonia oraz Stanisława Gaconia i Apolonię Gacoń, małżeństwo z niedalekiej Bukowej, które za pomaganie Żydom zabito pół roku później. W wydarzeniu uczestniczyli m.in. córka Jana i Bronisława Jantoniów – Maria Mikrut oraz ich wnuk – Stanisław Jantoń.